# Association Sportive de Saint-Étienne 1979-1980
Questa voce raccoglie le informazioni riguardanti l'Association Sportive de Saint-Étienne nelle competizioni ufficiali della stagione 1979-1980.

## Maglie e sponsor
Lo sponsor tecnico per la stagione 1979-1980 è Le Coq Sportif per il campionato e Adidas per la Coppa di Francia, mentre gli sponsor ufficiali sono Super Télé per il campionato e RTL per la coppa nazionale.
| Casa | Alternativa |

## Rosa
| N. |                       | Ruolo | Calciatore           |
| -- | --------------------- | ----- | -------------------- |
|    | Francia (bandiera)    | P     | Jean Castaneda       |
|    | Jugoslavia (bandiera) | P     | Ivan Ćurković        |
|    | Francia (bandiera)    | D     | Alain Chaussin       |
|    | Francia (bandiera)    | D     | Jean-Marie Elie      |
|    | Francia (bandiera)    | D     | Gérard Farison       |
|    | Francia (bandiera)    | D     | Gérard Janvion       |
|    | Francia (bandiera)    | D     | Patrice Lestage      |
|    | Francia (bandiera)    | D     | Christian Lopez      |
|    | Francia (bandiera)    | D     | Pierre Repellini     |
|    | Francia (bandiera)    | C     | Jacques Borel        |
|    | Francia (bandiera)    | C     | Jean-François Larios |

| N. |                        | Ruolo | Calciatore          |
| -- | ---------------------- | ----- | ------------------- |
|    | Francia (bandiera)     | C     | Thierry Oleksiak    |
|    | Francia (bandiera)     | C     | Michel Platini      |
|    | Francia (bandiera)     | C     | Jacques Santini     |
|    | Francia (bandiera)     | C     | Jean-Louis Zanon    |
|    | Francia (bandiera)     | A     | Éric Bellus         |
|    | Francia (bandiera)     | A     | Laurent Paganelli   |
|    | Paesi Bassi (bandiera) | A     | Johnny Rep          |
|    | Francia (bandiera)     | A     | Dominique Rocheteau |
|    | Francia (bandiera)     | A     | Laurent Roussey     |
|    | Francia (bandiera)     | A     | Jacques Zimako      |

## Risultati

### Coppa UEFA
| Arbitro: | Nyhus |

|                          |           |             |
| Boniek 66’ Kowenicki 82’ | Marcatori | 35’ Platini |

| Arbitro: | Foote |

|                          |           |  |
| Rep 24’, 52’ (rig.), 68’ | Marcatori |  |

| Arbitro: | Eriksson |

|                             |           |  |
| v.d. Kerkhof 12’ Koster 59’ | Marcatori |  |

| Arbitro: | Michelotti |

|                                                                 |           |  |
| Larios 3’ Platini 4’, 60’ Santini 5’ Roussey 87’ Rep 89’ (rig.) | Marcatori |  |

| Arbitro: | Eschweiler |

|                                                     |           |                 |
| Platini 14’ (rig.) Larios 46’ Lopez 54’ Roussey 77’ | Marcatori | 34’ Semertzidis |

| Arbitro: | Linemayr |

|                                         |           |                              |
| Zīndros 26’ Pallas 84’ (rig.) Venos 87’ | Marcatori | 8’ Larios 64’ Zimako 80’ Rep |

| Arbitro: | Lamo Castillo |

|                    |           |                                        |
| Platini 56’ (rig.) | Marcatori | 14’, 22’ Nielsen 18’ Nickel 38’ Lienen |

| Arbitro: | Rainea |

|                          |           |  |
| Thychosen 11’ Hannes 15’ | Marcatori |  |

## Statistiche

### Andamento in campionato
| Giornata  | 1 | 2 | 3 | 4 | 5 | 6 | 7 | 8 | 9 | 10 | 11 | 12 | 13 | 14 | 15 | 16 | 17 | 18 | 19 | 20 | 21 | 22 | 23 | 24 | 25 | 26 | 27 | 28 | 29 | 30 | 31 | 32 | 33 | 34 | 35 | 36 | 37 | 38 |
| --------- | - | - | - | - | - | - | - | - | - | -- | -- | -- | -- | -- | -- | -- | -- | -- | -- | -- | -- | -- | -- | -- | -- | -- | -- | -- | -- | -- | -- | -- | -- | -- | -- | -- | -- | -- |
| Luogo     | T | C | T | C | T | C | T | C | T | C  | T  | C  | T  | T  | C  | T  | C  | T  | C  | T  | C  | T  | C  | T  | C  | T  | C  | T  | C  | T  | C  | C  | T  | C  | T  | C  | T  | C  |
| Risultato | V | N | V | V | V | V | V | V | N | V  | P  | N  | P  | P  | N  | N  | V  | V  | N  | V  | V  | V  | V  | P  | V  | P  | V  | N  | V  | N  | V  | V  | V  | P  | V  | V  | P  | V  |
| Posizione | 9 | 8 | 3 | 1 | 1 | 1 | 1 | 1 | 1 | 1  | 1  | 1  | 2  | 3  | 3  | 3  | 3  | 3  | 3  | 3  | 2  | 2  | 2  | 3  | 2  | 4  | 2  | 4  | 3  | 4  | 2  | 2  | 1  | 3  | 3  | 2  | 3  | 3  |

Fonte:  France » Ligue 1 1979/1980 » Schedule, su worldfootball.net.
Legenda:

Luogo: C = Casa; T = Trasferta. Risultato: V = Vittoria; N = Pareggio; P = Sconfitta.